# Wzór opolski
Wzór opolski – wzór ludowy, którym posługują się twórcy w zdobieniu porcelany na terenie Śląska Opolskiego. W sierpniu 2019 r. umiejętność ręcznego malowania wzoru opolskiego została wpisana na krajową listę niematerialnego dziedzictwa kulturowego.
Wzór opolski charakteryzuje się kwiecistą i roślinną ornamentyką, a jego historia wiąże się z opolskimi kroszonkami. Wzory ryte na tradycyjnie barwionych wielkanocnych jajkach stały się inspiracją dla wzoru opolskiego malowanego na porcelanie. Początkowo geometryczny, wykonywany bez dbałości o szczegół, z czasem wzór opolski stał się finezyjnym układem kwiatów i ornamentów roślinnych.
We wzorze opolskim wykorzystuje się kwiaty i rośliny występujące na łąkach i polach, np. niezapominajki, chabry, maki, stokrotki. Najczęściej motywy kwiatowe umieszcza się w układzie symetrycznym, dającym bukietowi efekt kwiecistej mandali, rzadziej wykorzystuje się wzory zgeometryzowane czy dookolne, o układzie pionowym lub poziomym. Jednym z najbardziej charakterystycznych elementów wzoru opolskiego malowanego na porcelanie jest tzw. „wianek”. Tworzą go najczęściej drobne, niebieskie lub błękitne kwiaty, przypominające niezapominajki, namalowane wzdłuż brzegu naczynia.
Ewoluowała także kolorystyka wzoru opolskiego. Początkowe monochromatyczne zdobienia zostały wzbogacone paletą kolorów, co czyni wzór wesołym. Podstawowym kolorem, który dominuje we wzorze opolskim, jest kolor niebieski i wszystkie jego odcienie. Pozostałe charakterystyczne dla wzoru opolskiego kolory to zielony, czerwony, pomarańczowy, żółty i biały. Kontury najczęściej zaznacza się kolorem czarnym.
Każdy z twórców, posługujący się wzorem opolskim ma własny, charakterystyczny sposób zdobienia. Różnice dotyczą rozmieszczenia kolorów, kształu kwiatów oraz sposobu komponowania bukietów.